# Engelbert George Ardesch
Mr. Engelbert George Ardesch (Harderwijk, 1768 - Nijkerk, 18 april 1849) was notaris, lid van de Provinciale Staten van Gelderland en burgemeester van Nijkerk van 1811 tot 1849. 
Engelbert George was de zoon van Pelgrom Ardesch en Charlotte van Erckelens. Op 8 augustus 1800 huwde hij in Amersfoort met Evertje Hoedemaker (Oost-Vlieland, 1771 - Nijkerk, 1853), dochter van Cornelis Janszoon Hoedemaker en Grietje Melles. 
Notaris Ardesch werd in 1810 benoemd als maire en in 1815 tot burgemeester van Nijkerk. Namens Elburg was hij van 3 maart 1795 tot 1 december 1795 statenlid (Provisionele Representanten) van het Kwartier van Veluwe. Op 1 december 1814 werd hij benoemd als lid van Provinciale Staten van Gelderland voor de periode van 30 juni tot 1815 tot het jaar 1847. Ardesch was afgevaardigde namens de stedelijke stand van Nijkerk. 

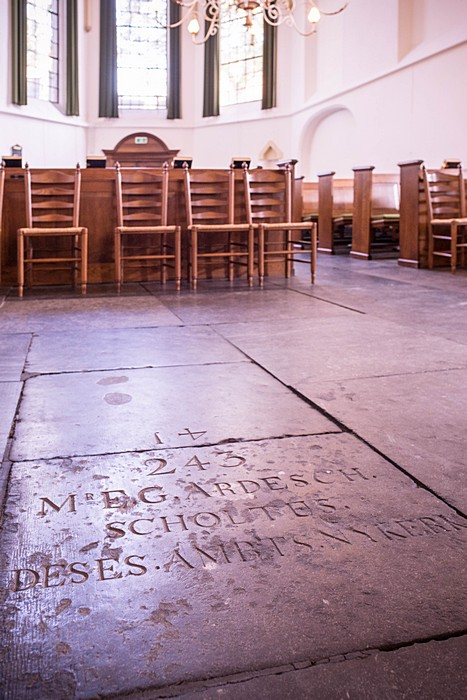
De grafzerk van Engelbert George Ardesch in de Grote Kerk van Nijkerk.

In 1844 werd Ardesch onderscheiden in de Orde van de Nederlandse Leeuw. Ardesch was burgemeester tot januari 1849. In april van dat jaar overleed hij op tachtigjarige leeftijd.
In 1930 kreeg Nijkerk de Ardeschstraat, vernoemd naar haar eerste burgemeester. De straat ligt in een vooroorlogse uitbreidingswijk achter het stadhuis, waar straten vernoemd zijn naar bestuurders uit de geschiedenis van Nijkerk. 